# Nacional Atlético Clube (SP)
Il Nacional Atlético Clube, comunemente noto come Nacional, è una società calcistica brasiliana con sede a San Paolo, nel distretto di Barra Funda. La squadra compete nel Campeonato Paulista Segunda Divisão, il quarto livello del campionato di calcio dello stato di San Paolo.

## Palmarès

### Competizioni statali
- Campeonato Paulista Série A3: 3

1994, 2000, 2017
- Campeonato Paulista Segunda Divisão: 1

2014

### Competizioni giovanili
- Copa São Paulo de Futebol Júnior: 2

1972, 1988